# Darth Vader
Darth Vader é um personagem fictício da franquia Star Wars. O personagem é o antagonista central da trilogia original como o jedi Anakin Skywalker e o principal protagonista de toda a trilogia prequela, que narra sua transformação no Lorde Sith Darth Vader. O criador da franquia, George Lucas, se referiu coletivamente aos seis primeiros filmes da franquia como "a tragédia de Anakin Skywalker".
Na história, originalmente um escravo em Tatooine, Anakin Skywalker era um Jedi profetizado para trazer equilíbrio à Força. Skywalker é atraído para o Lado Negro da Força pelo Chanceler Sheev Palpatine/Darth Sidious, após o mesmo ter prometido o poder para salvar o amor da sua vida, a Senadora Padmé Amidala, com a qual teve 2 filhos: Leia Organa e Luke Skywalker Para tentar salvar seu amor e seus filhos ainda não nascidos, ele se torna um Lorde Sith, assumindo o título de Darth Vader. Após uma batalha de sabre de luz com seu ex-mentor Obi-Wan Kenobi em Mustafar, na qual ele fica gravemente ferido, Vader é transformado em um ciborgue. Ele então serve ao Império Galáctico por mais de duas décadas como seu principal executor. Vader se redime salvando seu filho, Luke Skywalker, e matando Palpatine, sacrificando sua própria vida no processo. Mais tarde Leia Organa tem um filho, Kylo Ren (Ben Solo), o qual seria seu neto.
O personagem foi retratado por vários atores: David Prowse retratou fisicamente Vader enquanto James Earl Jones o dublou em todos os filmes e alguns programas de televisão, Sebastian Shaw retratou-o quando sua máscara é retirada em O Retorno de Jedi, bem como o espírito do personagem no lançamento original desse filme. Jake Lloyd interpretou Anakin Skywalker quando criança em A Ameaça Fantasma, o primeiro filme da trilogia prequela, enquanto Hayden Christensen o interpretou como um jovem adulto nos dois filmes seguintes, lançamentos pós-2004 de Retorno de Jedi, e nas minisséries Obi-Wan Kenobi e Ahsoka.
Além dos seis primeiros filmes de Star Wars, o personagem aparece no filme antológico Rogue One. Ele também aparece em séries de televisão (The Clone Wars, Obi-Wan Kenobi, Rebels e Ahsoka) e inúmeras iterações no Universo Expandido de Star Wars, incluindo videogames, romances e histórias em quadrinhos. Devido à popularidade de Vader, várias mercadorias do personagem, como figuras de ação e réplicas de seu sabre de luz, foram produzidas.

## Criação

### Nome

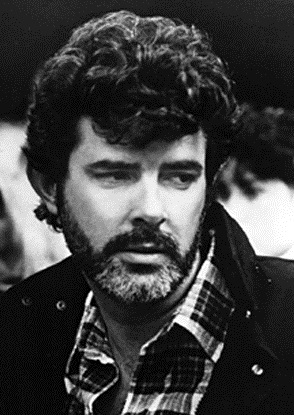
George Lucas, criador do personagem.

De acordo com o criador de Star Wars, George Lucas, ele experimentou várias combinações de nomes para o personagem construído sobre a frase "Dark Water". Então ele "adicionou muitos sobrenomes, Vaders e Wilsons e Smiths, e... apenas surgiu a combinação de Darth e Vader". Após o lançamento de O Império Contra-Ataca (1980), Lucas afirmou que o nome Vader foi baseado na palavra alemã/holandesa Vater ou vader, que significa 'pai', tornando o nome representativo de um "Pai Sombrio". Outras palavras que podem ter inspirado o nome são "death" (morte) e "invader" (invasor), bem como o nome de um colega de Lucas do ensino médio, Gary Vader.
Como nenhum outro personagem com o título "Darth" foi apresentado até o lançamento de A Ameaça Fantasma (1999), alguns espectadores interpretaram como o primeiro nome do personagem, em parte porque Obi-Wan Kenobi se dirige a ele como "Darth" no filme original. O apelido é concedido a Skywalker em A Vingança dos Sith (2005) em sua mudança para o lado negro da Força.
Os filmes do diretor Ken Annakin (Swiss Family Robinson e Battle of the Bulge) influenciaram a trilogia original, levando alguns a acreditar que Skywalker recebeu seu nome como uma homenagem a ele. O publicitário de Lucas negou isso após a morte de Annakin em 2009. O sobrenome original de Anakin e Luke ("Starkiller") permaneceu no roteiro até alguns meses de filmagem de Star Wars, quando foi descartado devido ao que Lucas chamou de "conotações desagradáveis" com Charles Manson e substituído por "Skywalker".

#### Em outros países
Na França, o nome do personagem foi alterado para "Dark Vador" no filme original. Os nomes de outros personagens também foram alterados, mas o este é o único nome que foi mantido mesmo nos filmes mais recentes. O título "Dark" foi usado no lugar de "Darth" para os outros lordes Sith também.
Nas edições de língua italiana, Darth Vader é nomeado "Dart Fener". Em 2005, antes do lançamento do Episódio III, uma pesquisa on-line perguntou aos espectadores italianos se preferiam manter o nome italiano ou trocá-lo pelo original: a primeira opção venceu. Em 2015, quando o episódio VII foi lançado, o nome foi mudado para "Darth Vader".

### Conceito
No primeiro rascunho de The Star Wars, o alto e sombrio general "Darth Vader" já estava próximo de sua representação final, e o protagonista Annikin Starkiller tinha um papel semelhante ao de Luke como o filho de 16 anos de um guerreiro respeitado. Originalmente, Lucas concebeu os Sith como um grupo que servia ao Imperador da mesma forma que a SS servia a Adolf Hitler. Ao desenvolver a história de fundo de O Império Contra-Ataca, Lucas condensou isso em Darth Vader.
Após o sucesso do filme original de Star Wars, Lucas contratou a autora de ficção científica Leigh Brackett para escrever a sequência com ele. Eles realizaram refinamentos de histórias e, no final de novembro de 1977, Lucas produziu um tratamento manuscrito. No primeiro rascunho que Brackett escreveria a partir disso, o pai de Luke aparece como um fantasma para instruir Luke. Lucas ficou desapontado com o roteiro, mas Brackett morreu de câncer antes que pudesse discutir o assunto com ela. Sem nenhum escritor disponível, Lucas escreveu o próximo rascunho ele mesmo. Nesse rascunho, datado de 1º de abril de 1978, ele fez uso de uma nova reviravolta na história: Vader afirma ser o pai de Luke. De acordo com Lucas, ele achou esse rascunho agradável de escrever. Lucas disse que sabia que Vader era o pai de Luke enquanto escrevia o primeiro filme, embora o relacionamento não seja explicitamente evidenciado antes do referido rascunho de O Império Contra-Ataca.
O novo elemento do enredo de parentesco de Luke teve efeitos drásticos na série. O autor Michael Kaminski argumenta em The Secret History of Star Wars que é improvável que o ponto da trama tenha sido seriamente considerado ou mesmo concebido antes de 1978, e que o primeiro filme estava claramente operando sob um enredo em que Vader era um personagem separado de Luke e não seu pai. Depois de escrever o segundo e o terceiro rascunhos em que o plot twist foi introduzido, Lucas revisou a nova história de fundo que ele havia criado: Skywalker tinha sido o aluno brilhante de Obi-Wan Kenobi e teve um filho chamado Luke, mas foi levado para o lado negro por Palpatine. Skywalker lutou contra Obi-Wan em um vulcão e ficou gravemente ferido, mas renasceu como Vader. Enquanto isso, Obi-Wan escondeu Luke em Tatooine enquanto a República Galáctica se tornava o tirânico Império Galáctico e Vader sistematicamente caçava e matava os Jedi. Um rascunho inicial de O Retorno de Jedi terminou com Luke pegando o capacete de Vader e declarando: "Agora eu sou Vader".

Poster promocional de Ameaça Fantasma.

Depois de decidir criar a trilogia prequela, Lucas indicou que o arco da história seria trágico, retratando a queda de Skywalker para o lado negro. Ele também viu que as prequelas poderiam formar o início de uma longa história que começou com a infância de Skywalker e terminou com sua morte, no que ele chamou de "a tragédia de Darth Vader". Este foi o passo final para transformar a série de filmes em uma "saga". Para a primeira prequela, Episódio I: A Ameaça Fantasma (1999), Lucas fez Skywalker com nove anos de idade para tornar a separação do personagem de sua mãe mais comovente. Os trailers de filmes focaram em Skywalker e um pôster de uma folha mostrando-o com a sombra de Vader informou o público desconhecido sobre o destino final do personagem. O filme finalmente alcançou o objetivo principal de apresentar o público a Skywalker, bem como introduzir o conceito de que ele é o Escolhido de uma antiga profecia Jedi, destinada a trazer equilíbrio à Força. Lucas afirma em uma entrevista gravada na época do terceiro prequel, A Vingança dos Sith (2005), que "Anakin é o Escolhido". Mesmo quando ele se transforma em Darth Vader, ele ainda é o Escolhido".
Michael Kaminski oferece evidências de que problemas na queda de Skywalker para o lado sombrio levaram Lucas a fazer mudanças fundamentais na história, primeiro revisando a sequência de abertura de A Vingança dos Sith para ter Palpatine sequestrado e seu aprendiz, Conde Dookan, morto por Skywalker a sangue frio como o primeiro ato na virada deste último para o lado sombrio. Após a conclusão da filmagem principal em 2003, Lucas reescreveu a volta de Skywalker para o lado negro; A queda de Skywalker em desgraça agora seria motivada pelo desejo de salvar sua esposa, Padmé Amidala, em vez da versão anterior em que esse motivo era um dos vários, incluindo que ele realmente acreditava que os Jedi estavam planejando dominar a República. Essa reescrita fundamental foi realizada tanto através da edição da filmagem principal quanto das cenas novas e revisadas filmadas durante as pick-ups em 2004.
Durante a produção da série de televisão animada The Clone Wars, Ahsoka Tano foi desenvolvida para ilustrar como Skywalker se desenvolve desde o aprendiz Padawan impetuoso e indisciplinado em Ataque dos Clones (2002) até o mais reservado Cavaleiro Jedi em A Vingança dos Sith. O diretor supervisor de Clone Wars e co-criador de Star Wars Rebels, Dave Filoni, disse que dar a Anakin a responsabilidade de um Padawan significava colocar o personagem em um papel que o forçava a se tornar mais cauteloso e responsável. Também lhe daria uma visão de seu relacionamento com Obi-Wan e mostraria como o relacionamento deles amadureceu. O relacionamento de Ahsoka e Anakin foi visto como um arco de história essencial que abrange tanto o filme de animação quanto a série de televisão Clone Wars. Filoni começou a pensar no confronto final entre Ahsoka e Vader desde que criou a primeira; diferentes iterações tiveram finais diferentes, incluindo uma em que Vader mata Ahsoka assim que ela abre seu capacete para revelar seu rosto cheio de cicatrizes. Uma cena semelhante está incluída em um episódio de Rebels, no qual Ahsoka corta o capacete de Vader e o Lorde Sith a reconhece. De acordo com Filoni, a presença de Ahsoka na série permite que Vader encontre os personagens principais do programa sem que estes sejam "aniquilados" por ele, pois Ahsoka pode "ficar de igual para igual" com seu antigo mestre.

### Design

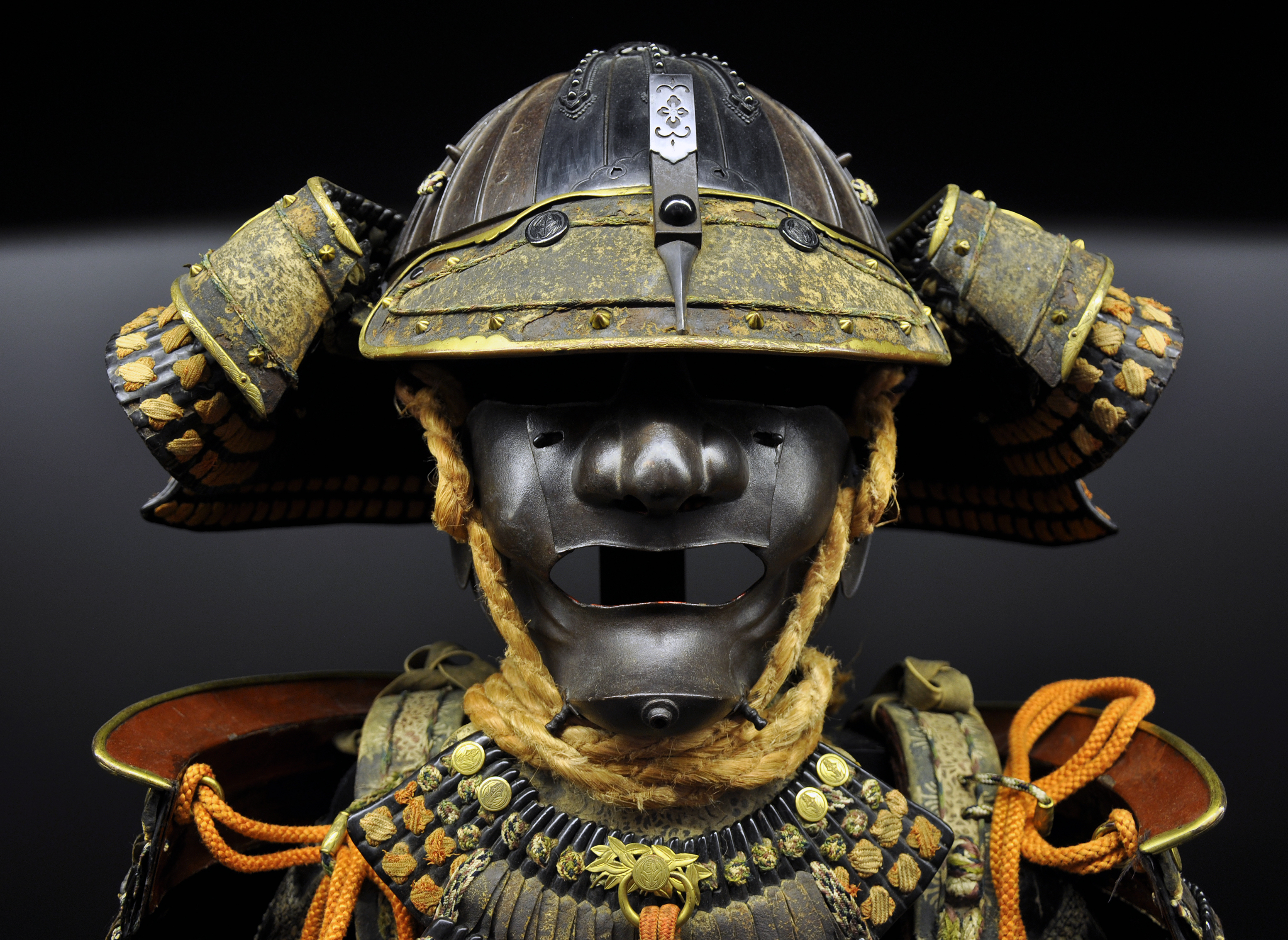
Ralph McQuarrie incorporou a armadura de samurai em seus projetos conceituais para o traje de Vader em 1975.

O design original do traje de Darth Vader não incluía um capacete. A ideia de que Vader deveria usar um aparelho respiratório foi proposta pela primeira vez pelo artista conceitual Ralph McQuarrie durante as discussões de pré-produção de Star Wars com George Lucas em 1975. McQuarrie afirmou a Lucas que sua intenção era retratar uma figura malévola em uma capa com armadura de samurai. “Sobre Darth Vader, George acabou por dizer que gostaria de ter uma figura muito alta e escura e esvoaçante que passasse uma sensação assustadora como se tivesse vindo com o vento”. McQuarrie observou que o roteiro indicava que Vader viajaria entre naves espaciais e precisava sobreviver no vácuo do espaço, e propôs que Vader deveria usar algum tipo de traje espacial. Lucas concordou, e McQuarrie combinou uma máscara de respiração de rosto inteiro com um capacete de samurai, criando assim um dos designs mais icônicos do cinema de fantasia espacial. A arte promocional de 1975 de McQuarrie mostrava Darth Vader envolvido em um duelo de sabres de luz com Deak Starkiller (um protótipo de personagem para Luke Skywalker). Também retratava Vader vestindo uma armadura preta, uma capa esvoaçante e uma máscara e capacete alongados, semelhantes a uma caveira. Sua semelhança com o design final do traje de Vader demonstra que a primeira concepção do personagem feita por McQuarrie foi tão bem-sucedida que muito pouco precisou ser alterado para a produção.
Trabalhando a partir dos designs de McQuarrie, o figurinista John Mollo criou um traje que poderia ser usado por um ator com uma combinação de vestes clericais, uma roupa de motociclista, um capacete militar alemão e uma máscara de gás militar. O projetor de acessórios Brian Muir criou o capacete e a armadura usados no filme.
O som da máscara respiratória de Vader foi criado por Ben Burtt usando gravações modificadas de aparelhos respiratórios de mergulho. O efeito sonoro é registrado no Escritório de Patentes e Marcas Registradas dos EUA sob a marca nº 77 419 252 e é oficialmente descrito na documentação como "O som da respiração humana mecânica rítmica criada pela respiração através de um regulador de tanque de mergulho".
Os comentaristas muitas vezes apontaram para a influência dos filmes de Akira Kurosawa, como Kakushi toride no san akunin (1958) em George Lucas, e o figurino inspirado em samurai de Vader é considerado um exemplo significativo das influências japonesas em Star Wars.

## Intérpretes

### Como Vader

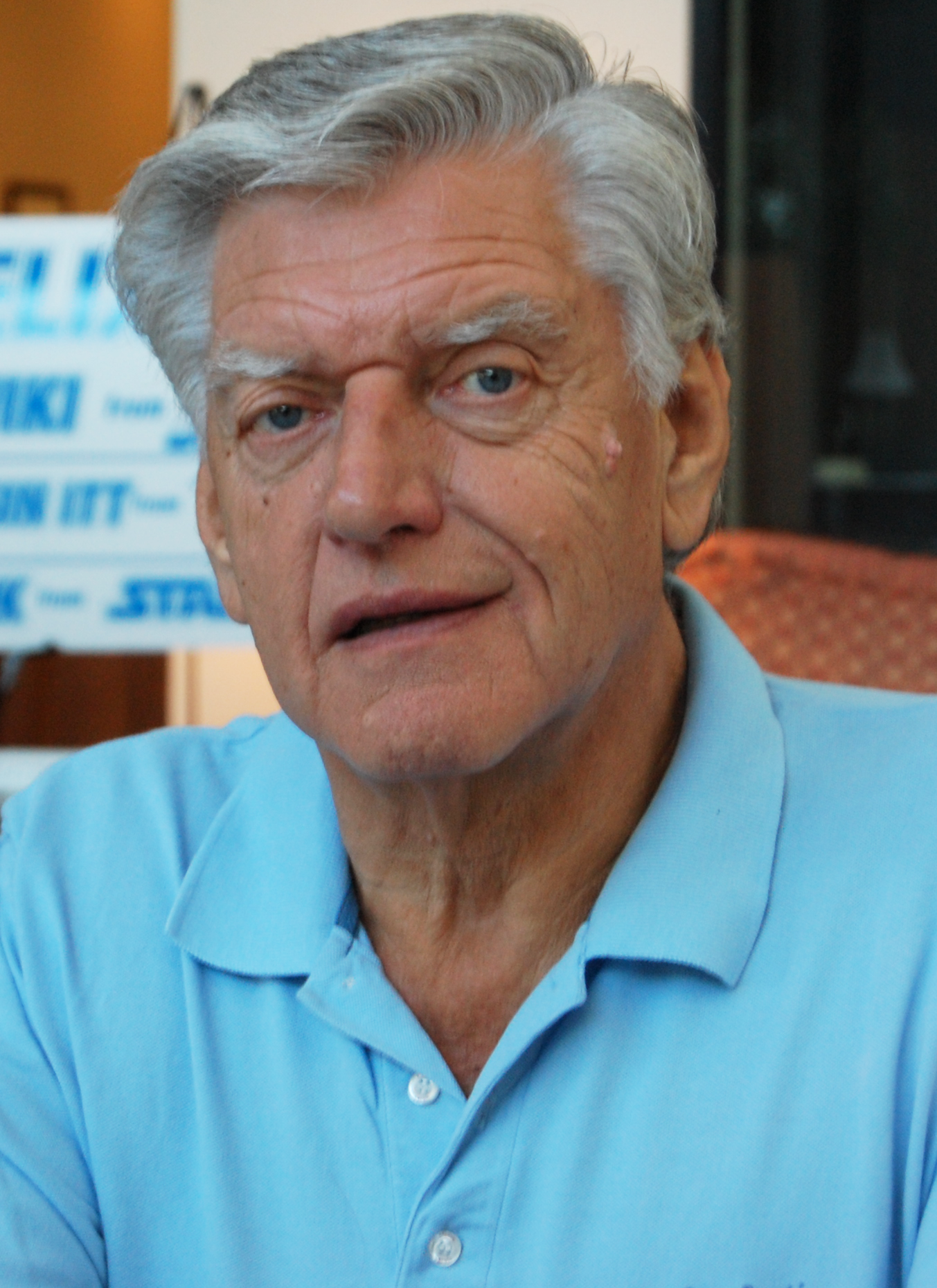
David Prowse interpretou fisicamente Vader na trilogia original do filme.

Darth Vader foi interpretado pelo fisiculturista David Prowse na trilogia original do filme, com o esgrimista Bob Anderson realizando as cenas de luta com o sabre de luz do personagem. George Lucas avaliou que Prowse, por ter 1,98 metros de altura, "trouxe uma fisicalidade para Darth Vader que era essencial para o personagem [...] com uma estatura imponente e desempenho de movimento para combinar com a intensidade e a presença de Vader".
Lucas escolheu um ator diferente para fazer a voz de Vader, já que Prowse tinha um forte sotaque inglês do West Country que levou o resto do elenco a apelidá-lo de "Darth Farmer". Lucas originalmente pretendia que Orson Welles dublasse Vader, mas depois de decidir que a voz de Welles seria muito reconhecível, ele escalou o menos conhecido James Earl Jones. Jones inicialmente sentiu que suas contribuições para os filmes eram muito pequenas para justificar seu reconhecimento e seu papel não foi creditado, por pedido dele, até o lançamento de O Retorno de Jedi (1983). Quando Jones foi perguntado especificamente se ele havia fornecido a voz de Vader para Revenge of the Sith - recentemente ou de uma gravação anterior - Jones respondeu: "Você teria que perguntar a Lucas sobre isso. Eu não sei". Hayden Christensen e Gene Bryant interpretaram alternadamente Vader em A Vingança dos Sith. Durante a produção deste filme, Christensen perguntou a Lucas se um traje especial de Vader poderia ser construído para caber em seu próprio corpo, em vez de ter um ator diferente vestindo um dos os conjuntos originais do traje de Vader usados por Prowse, com o pedido sendo atendido. Brock Peters forneceu a voz de Darth Vader na série de rádio NPR/USC. Tanto Spencer Wilding quanto Daniel Naprous interpretaram Vader em Rogue One (2016), com Jones reprisando seu papel como a voz do personagem.
O personagem de Vader também foi retratado em vários videogames como Rebel Assault II: The Hidden Empire e Dark Forces, o artista de efeitos visuais C. Andrew Nelson aparece em sequências curtas no traje de Vader, dublado por Scott Lawrence. Matt Sloan, que apareceu na paródia do YouTube Chad Vader, fez a voz de Darth Vader em The Force Unleashed. Como resultado de suas aparições em videogames, Nelson foi escalado para aparecer como Vader em breves sequências inseridas na Edição Especial de O Império Contra-Ataca, na qual Vader é visto embarcando em seu ônibus espacial.
Em setembro de 2022, foi confirmado que Jones se aposentaria da dublagem do personagem. Sua voz foi recriada digitalmente pela empresa Respeecher para uso em Obi-Wan Kenobi usando inteligência artificial, e Jones mais tarde assinou os direitos de sua performance para futuras produções de Star Wars.

### Como Anakin

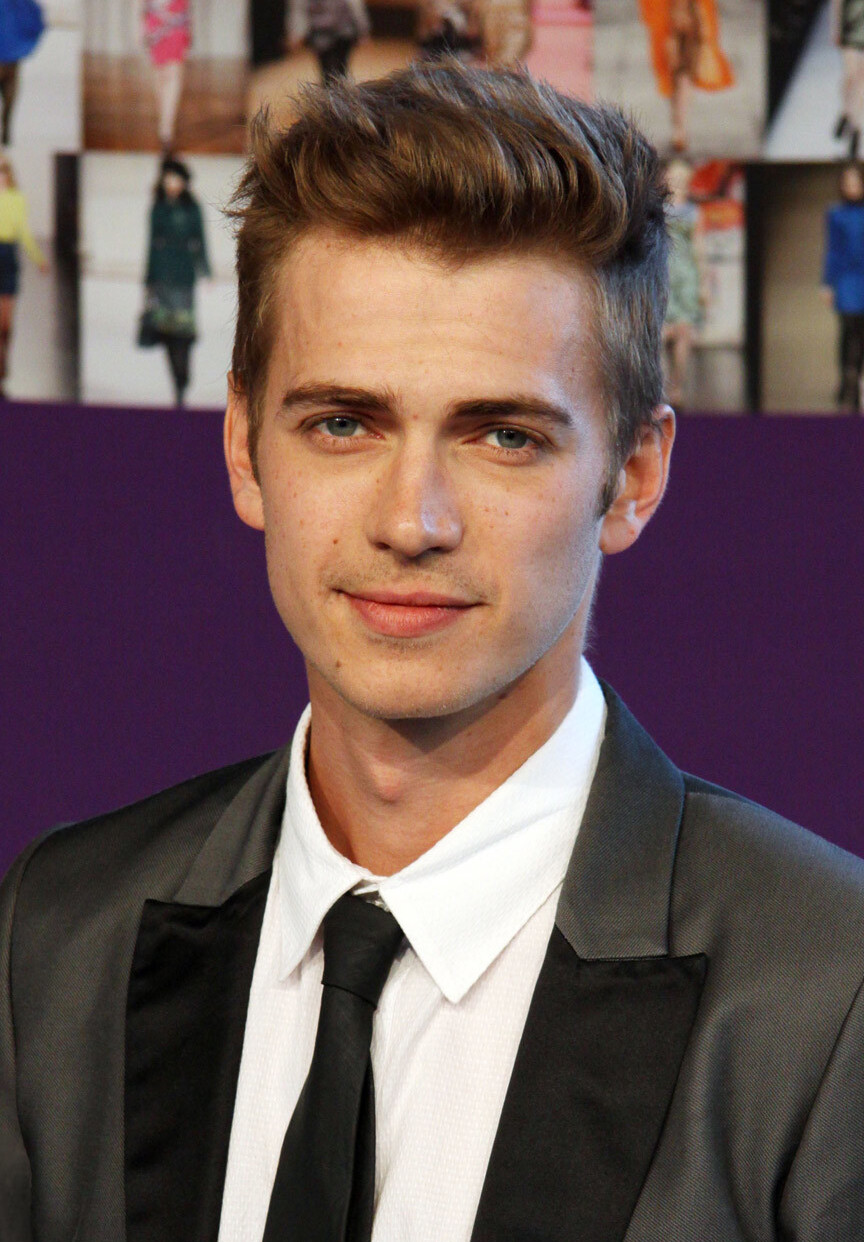
Hayden Christensen interpretou Anakin Skywalker nos dois últimos episódios da trilogia prequela além de outras aparições em filmes menores. Mais tarde, ele assumiria o papel de Vader em 2022.

Durante a produção de O Retorno de Jedi, a equipe de elenco procurou um ator experiente para o papel de Vader sem a máscara (neste ponto considera-se que ele voltará a ser Anakin Skywalker), já que sua morte foi inquestionavelmente o clímax emocional do filme, e Sebastian Shaw foi selecionado para o papel. Quando Shaw chegou ao set, ele encontrou seu amigo Ian McDiarmid, o ator que interpreta o Imperador. Quando McDiarmid perguntou o que ele estava fazendo lá, Shaw respondeu: "Eu não sei, meu caro, acho que tem algo a ver com ficção científica". Sua presença durante as filmagens foi mantida em segredo de todos, exceto de uma pequena parte do elenco e da equipe de produção, e Shaw foi contratualmente obrigado a não discutir nenhum segredo do filme com ninguém, nem mesmo com sua família. A cena do desmascaramento, dirigida por Richard Marquand, foi filmada em um dia e exigiu apenas algumas tomadas, sem alteração do diálogo original. Lucas dirigiu pessoalmente Shaw para sua aparição na cena final do filme, na qual ele interpreta o espírito da Força de Anakin. A semelhança de Shaw nesta cena foi substituída pela de Christensen no lançamento do DVD de 2004. Essa tentativa de unir as trilogias prequel e original foi uma das mudanças mais controversas em um relançamento de Star Wars. Shaw recebeu mais cartas de fãs e pedidos de autógrafos após O Retorno de Jedi do que em qualquer outro papel no resto de sua carreira. Mais tarde, ele refletiu que gostou de sua experiência no filme e expressou surpresa ao saber que uma figura de ação foi feita com seu retrato.
Quando A Ameaça Fantasma estava sendo produzido, centenas de atores foram testados para o papel de Anakin criança antes que os produtores se decidissem por Jake Lloyd, que Lucas considerou cumprir seus requisitos de "um bom ator, entusiasmado e muito enérgico". O produtor Rick McCallum disse que Lloyd era "inteligente, travesso e adorava qualquer coisa mecânica — assim como Anakin". Durante a produção de Ataque dos Clones, a diretora de elenco Robin Gurland analisou cerca de 1 500 outros candidatos para o papel do jovem Anakin antes de Lucas finalmente selecionar Hayden Christensen para o papel, supostamente porque ele e Natalie Portman (a atriz que interpreta Padmé Amidala) "ficaram bem juntos". Quando Revenge of the Sith estava sendo produzido, Christensen e Ewan McGregor começaram a ensaiar seu duelo de sabre de luz muito antes de Lucas começar as filmagens. Eles treinaram extensivamente com o coordenador de dublês Nick Gillard para memorizar e realizar seu duelo juntos. Como no filme anterior, McGregor e Christensen atuaram nas suas próprias cenas de luta com sabre de luz sem o uso de dublês.
Anakin também foi dublado por Mat Lucas para a micro-série de 2003 Clone Wars, e por Matt Lanter no filme de animação CGI The Clone Wars, a série de televisão de mesmo nome e para pequenos papéis de Anakin na série animada Rebels e Forças do Destino. James Earl Jones reprisou seu papel como "voz de Vader" em Rebels. Tanto Lanter quanto Jones contribuíram com suas vozes para o final da segunda temporada de Rebels.

## Aparições

### Saga Skywalker

#### Trilogia original
Darth Vader aparece pela primeira vez em Star Wars como um implacável ciborgue Sith, servindo ao Império Galáctico. Ele é encarregado, junto de Grand Moff Tarkin (Peter Cushing), de recuperar os planos secretos da estação de batalha Estrela da Morte, que foram roubados pela Aliança Rebelde. Vader captura e tortura a Princesa Leia (Carrie Fisher), que escondeu os planos dentro do droide R2-D2 (Kenny Baker) e o enviou para encontrar o ex-Mestre Jedi de Vader Obi-Wan Kenobi (Alec Guinness) no planeta Tatooine. Durante o resgate de Leia pelos aliados de Obi-Wan, Luke Skywalker (Mark Hamill) e Han Solo (Harrison Ford), Vader evapora Obi-Wan em um duelo de sabres. Tendo colocado um dispositivo de rastreamento a bordo de sua nave, a Millennium Falcon, Vader é capaz de rastrear a base Rebelde no planeta Yavin 4. Durante o ataque Rebelde à Estrela da Morte, Vader embarca em seu TIE fighter e derruba diversos X-wings rebeldes, mas Solo intervém e desvia a nave de Vader, permitindo que Luke destrua a Estrela da Morte.
Em O Império Contra-Ataca, Vader fica obcecado em encontrar Luke após descobrir que ele era sensível à Força e lidera seus stormtroopers para atacar a base rebelde em Hoth, mas os rebeldes escapam. Enquanto conversava com o Imperador (Ian McDiarmid) via holograma, Vader o convence de que Luke seria um aliado valioso se ele pudesse ser voltado para o lado negro. Vader contrata um grupo de caçadores de recompensas para seguir os amigos de Luke e negocia com o administrador do planeta minerador Bespin Lando Calrissian (Billy Dee Williams) para montar uma armadilha a fim de atrair Luke. Depois que Han, Leia, Chewbacca (Peter Mayhew) e C-3PO (Anthony Daniels) chegam, Vader tortura e congela Han em carbonita e o entrega ao caçador de recompensas Boba Fett (Jeremy Bulloch). Quando Luke chega, Vader o domina em um duelo de sabres de luz, cortando sua mão. Vader diz a Luke que ele é seu pai e tenta convencê-lo a se juntar ao lado negro e ajudá-lo a derrubar o Imperador. Horrorizado, Luke escapa por um poço de ar. Vader telepaticamente diz a Luke que é seu destino se juntar ao lado negro.
Em O Retorno de Jedi, Vader e o Imperador supervisionam os estágios finais da construção da segunda Estrela da Morte. Pensando que ainda há algo de bom em seu pai, Luke se rende a Vader e tenta convencê-lo a sair do lado sombrio. Vader leva Luke para a segunda Estrela da Morte para encontrar o Imperador. Enquanto estava lá, o Imperador tenta Luke a ceder à sua raiva, o que leva Vader a duelar com Luke mais uma vez. Percebendo que Leia é a irmã gêmea de Luke, Vader ameaça levá-la para o lado negro se Luke não se submeter. Furioso, Luke domina Vader e corta a mão cibernética de seu pai. O Imperador suplica a Luke que mate Vader e ocupe seu lugar. Luke se recusa e o Imperador o tortura com relâmpagos da Força. Recusando-se a deixar seu filho morrer, Vader agarra o Imperador, e o lança num poço de reator, mas é mortalmente eletrocutado no processo. O redimido Anakin Skywalker pede a Luke para remover sua máscara e admite que ainda havia algo de bom nele, afinal, enquanto ele morre pacificamente nos braços de seu filho. Luke escapa da segunda Estrela da Morte com o corpo de seu pai e o crema em uma pira em Endor. Enquanto os rebeldes celebram a destruição da segunda Estrela da Morte e a derrota do Império, Luke vê os espíritos de Anakin, Yoda (Frank Oz) e Obi-Wan ao seu lado.

#### Trilogia prequela

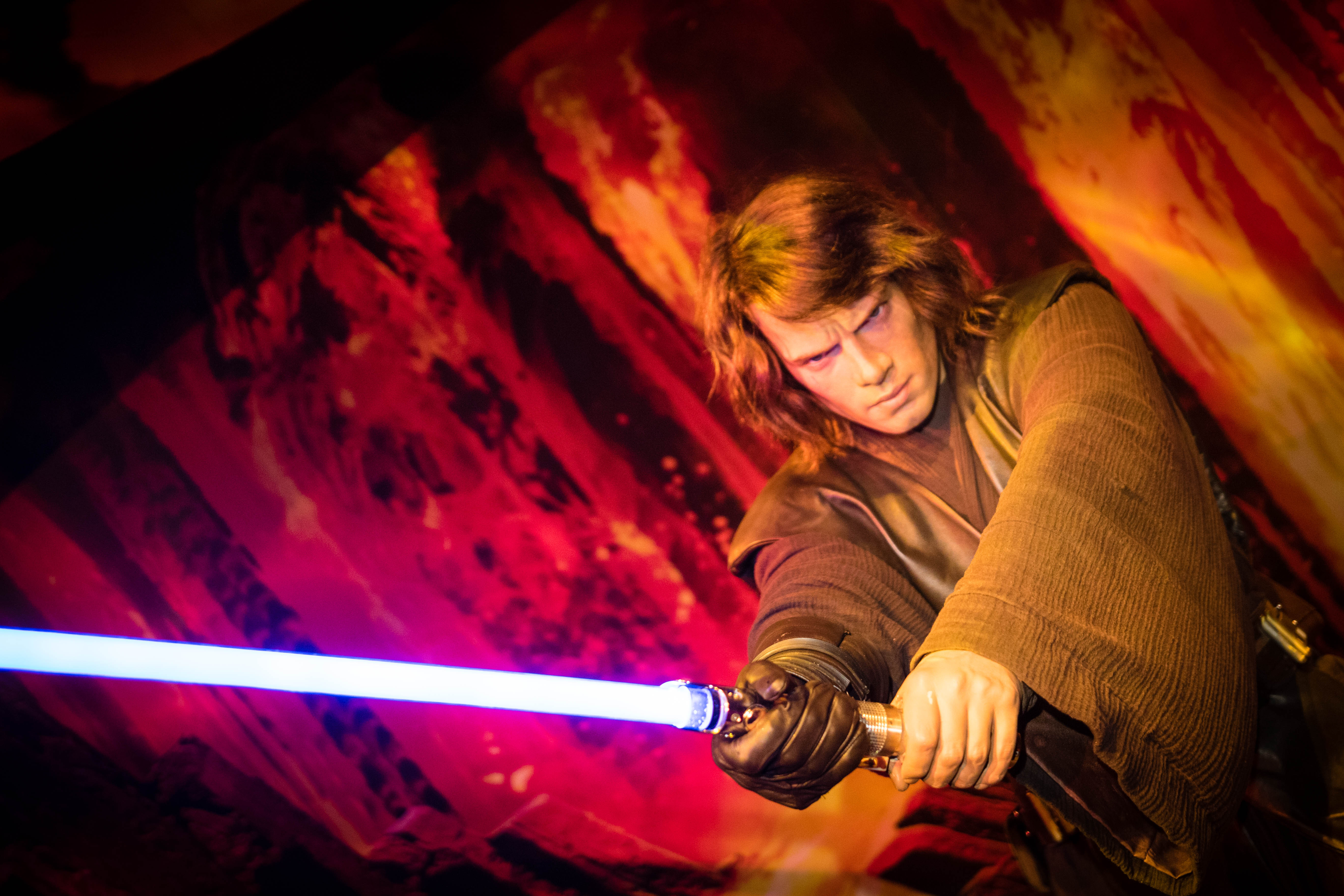
Uma escultura de cera na exposição Madame Tussauds de Star Wars em Londres retratando Hayden Christensen como Anakin Skywalker da trilogia prequel.

Em Star Wars: Episódio I – A Ameaça Fantasma, que se passa 32 anos antes de Uma Nova Esperança, Anakin aparece como um escravo de nove anos vivendo em Tatooine com sua mãe Shmi (Pernilla August). Além de ser um piloto e mecânico talentoso, Anakin construiu seu próprio droide de protocolo, C-3PO. O Mestre Jedi Qui-Gon Jinn (Liam Neeson) conhece Anakin depois de fazer um pouso de emergência em Tatooine com a Rainha de Naboo Padmé Amidala (Natalie Portman). Qui-Gon descobre com Shmi que Anakin foi concebido sem pai e pode antecipar acontecimentos. Qui-Gon sente a forte conexão de Anakin com a Força e se convence de que ele é o "Escolhido" da profecia Jedi que trará equilíbrio à Força. Ele está ainda mais convencido disso depois de saber que a contagem de midi-chlorian de Skywalker estava fora dos padrões, revelando que seu potencial para exercer a Força era incomparável. Depois de ganhar sua liberdade em uma aposta de corrida, Anakin sai com Qui-Gon para ser treinado como Jedi em Coruscant, mas é forçado a deixar sua mãe para trás. Durante a jornada, Anakin forma um vínculo com Padmé. Qui-Gon pede permissão ao Conselho Jedi para treinar Anakin, mas eles recusam, preocupados com sua vulnerabilidade ao lado negro. Eventualmente, Anakin ajuda a acabar com a invasão de Naboo pela Federação de Comércio, destruindo sua nave de controle. Depois que Qui-Gon é morto em um duelo de sabres de luz com o Lorde Sith Darth Maul (interpretado por Ray Park, dublado por Peter Serafinowicz), ele pede a seu aprendiz Obi-Wan Kenobi (Ewan McGregor) para treinar Anakin, com a aceitação relutante do conselho. Palpatine, recém-eleito como Chanceler da República Galáctica, faz amizade com Anakin e diz a ele que "observará [sua] carreira com grande interesse".
No Episódio II: Ataque dos Clones, que ocorre 10 anos após A Ameaça Fantasma, Anakin, com 19 anos, ainda é o aprendiz Padawan de Obi-Wan. Ao longo dos anos, ele se tornou poderoso, mas arrogante, e acredita que Obi-Wan o está segurando. Depois de resgatar Padmé de uma tentativa de assassinato, Anakin viaja com ela para Naboo como seu guarda-costas, e eles se apaixonam, o que é contra o Código Jedi. Sentindo que Shmi está sofrendo, Anakin viaja com Padmé para Tatooine para resgatar sua mãe. Enquanto estava lá, Anakin descobre que Shmi foi libertada e se casou com o fazendeiro Cliegg Lars (Jack Thompson) alguns anos depois que ele partiu. Ele então visita Cliegg e descobre que sua mãe foi sequestrada pelo Povo da Areia. Anakin localiza Shmi em um acampamento Tusken, onde ela morre em seus braços. Dominado pela dor e raiva, Anakin massacra a tribo Tusken e retorna à propriedade de Lars para enterrar Shmi. Anakin então viaja com Padmé para Geonosis a fim de resgatar Obi-Wan do Lorde Sith Conde Dookan (Christopher Lee). Dookan captura o trio e os condena à morte. No entanto, um batalhão Jedi chega com um exército de soldados clones para interromper as execuções. Obi-Wan e Anakin confrontam Dookan, mas o Lorde Sith os derrota em um duelo de sabres de luz e corta o braço de Anakin. Após ser resgatado por Yoda, Anakin é equipado com um braço robótico e se casa com Padmé em uma cerimônia secreta.
No Episódio III: A Vingança dos Sith, ambientado três anos após o Ataque dos Clones, Anakin é agora um Cavaleiro Jedi e um herói das Guerras Clônicas. Ele e Obi-Wan lideram uma missão para resgatar Palpatine do comandante separatista General Grievous (dublado por Matthew Wood). Os dois Jedi lutam contra o Conde Dookan, a quem Anakin domina e decapita por insistência de Palpatine. Eles resgatam Palpatine e retornam a Coruscant. Anakin se reúne com Padmé, que lhe diz que está grávida. Embora inicialmente animado, Anakin logo começa a ter pesadelos com Padmé morrendo no parto. Palpatine também nomeia Anakin para o Conselho Jedi como seu representante pessoal. Suspeitando de Palpatine, o Conselho permite que Anakin seja um membro, mas se recusa a conceder-lhe o posto de Mestre Jedi e, em vez disso, o instrui a espionar Palpatine, diminuindo a confiança de Anakin nos Jedi. Mais tarde, Palpatine revela a Anakin que ele é o Lorde Sith Darth Sidious, o mentor da guerra, e diz que só ele tem o poder de salvar Padmé da morte. Anakin relata a traição de Palpatine ao Mestre Jedi Mace Windu (Samuel L. Jackson), que confronta e subjuga o Lorde Sith. Desesperado para salvar Padmé, Anakin intervém em nome de Palpatine e desarma Windu, permitindo que Palpatine o mate. Anakin então se compromete com os Sith, e Palpatine o nomeia Darth Vader.
Sob as ordens de Palpatine, Vader lidera a 501ª Legião para matar todos no Templo Jedi, incluindo as crianças, e depois vai para o planeta vulcânico Mustafar para assassinar o Conselho Separatista. Padmé vai a Mustafar e implora a Anakin que abandone o lado negro, mas ele se recusa. Sentindo a presença de Obi-Wan, e pensando que eles estão conspirando para matá-lo, Vader usa a Força para estrangular Padmé até a inconsciência. Obi-Wan envolve Vader em um duelo de sabres de luz que termina com Obi-Wan cortando os membros de Vader e deixando-o morto nas margens de um fluxo de lava, onde sofre queimaduras graves. Palpatine encontra seu aprendiz quase morto e o leva para Coruscant, onde seu corpo mutilado é tratado e coberto com o traje preto retratado pela primeira vez na trilogia original. Quando Vader pergunta se Padmé está segura, Palpatine diz que ela morreu por culpa dele, devastando-o. No final do filme, Vader supervisiona a construção da primeira Estrela da Morte ao lado de Palpatine e Tarkin (Wayne Pygram).

#### Trilogia sequela
Trinta anos após a Guerra Civil Galáctica, o capacete de Darth Vader aparece em O Despertar da Força (2015), no qual o neto de Vader, Kylo Ren (Adam Driver) – que seguiu os passos de seu avô ao cair para o lado negro e trair os Jedi – é visto se dirigindo a ele, embora Vader não apareça no filme. Em um ponto, seu capacete foi considerado como o MacGuffin do filme. O capacete aparece novamente em The Rise of Skywalker (2019), quando Kylo medita brevemente com ele, e durante o primeiro duelo do filme entre Kylo e Rey (Daisy Ridley). O capacete é visto pela última vez no planeta Kijimi, que mais tarde é destruído por um Destróier Estelar modificado. O filme também revela que a voz vindo do capacete de Vader em O Despertar da Força foi gerada por um Palpatine ressuscitado.
Em The Rise of Skywalker, Anakin faz uma participação vocal, junto com outras "vozes de Jedi do Passado", onde ele encoraja Rey a "trazer de volta o equilíbrio... como [ele] fez" antes de enfrentar Palpatine e suas forças Sith.

### Outros filmes

#### The Clone Wars(filme animado)
No filme de animação 3D de 2008 The Clone Wars, Yoda (dublado por Tom Kane) atribui Ahsoka Tano (dublada por Ashley Eckstein) como aprendiz Padawan de Anakin, uma responsabilidade que ele inicialmente reluta em aceitar. Anakin a chama de "Abusada" por sua atitude "respondona", enquanto Ahsoka o chama de "Skyfora" como um trocadilho com seu sobrenome. Depois de ganhar o respeito de Anakin durante uma missão perigosa, Ahsoka se junta a ele em uma missão para resgatar o filho de Jabba the Hutt, Rotta. Sua impetuosidade tanto irrita quanto a torna querida por seu mestre, e Anakin desenvolve uma afeição amigável por sua aprendiz.

#### Rogue One
No filme antológico Rogue One (2016), Darth Vader faz uma aparição na qual convoca Orson Krennic (Ben Mendelsohn), o Diretor Imperial de Pesquisa Avançada de Armas, ao seu castelo em Mustafar. Ele o confronta sobre o projeto da Estrela da Morte e a destruição da cidade de Jedha, enquanto Krennic pede a Vader uma audiência com o Imperador sobre a Estrela da Morte, da qual ele perdeu o comando para Tarkin. Vader se recusa, ordenando que ele garanta que o projeto da Estrela da Morte não seja comprometido. Quando Krennic pergunta se ele ainda recuperaria o comando da Estrela da Morte, Vader usa a Força para sufocá-lo, dizendo-lhe: "Cuidado para não se sufocar com suas aspirações, Diretor". No final do filme, Vader embarca na nave rebelde incapacitada, o Cruzador Estelar-MC75 Profundity, com um quadro de soldados da 501ª Legião e mata vários soldados rebeldes enquanto tenta recuperar os planos. No entanto, outra nave, Tantive IV, escapa com os planos, causando os eventos de Uma Nova Esperança.
Darth Vader teve um papel muito diferente nas primeiras versões da história do filme. O roteirista Gary Whitta afirmou que em seu discurso inicial, Vader apareceria em Scarif e destruiria o bloqueio rebelde lá. Em uma história anterior, Vader também teria matado Krennic por seu fracasso em impedir que os rebeldes roubassem os planos da Estrela da Morte. Uma imagem de uma cena deletada com Vader foi revelada em fevereiro de 2021 pelo animador de efeitos visuais da Industrial Light & Magic, Hal Hickel, que acrescentou que Vader deveria ter uma conversa com Tarkin nessa cena.

### Séries de televisão

#### Clone Wars(2003-2005)
Anakin é um personagem principal em todas as três temporadas da micro-série Clone Wars, que acontece logo após a conclusão de Ataque dos Clones. Anakin se torna um Cavaleiro Jedi e é rapidamente promovido a General do Exército de Clones da República, devido em parte à influência de Palpatine (dublado por Nick Jameson). Entre outras missões, ele trava um duelo com a aprendiz de Dookan, Asajj Ventress (dublada por Gray DeLisle), ajuda Obi-Wan (dublado por James Arnold Taylor) a capturar uma fortaleza controlada pelos Separatistas e resgata o Mestre Jedi Saesee Tiin (dublado por Dee Bradley Baker) durante uma batalha espacial. Durante a terceira temporada, Anakin liberta os indígenas de um planeta do controle Separatista e tem uma visão de seu futuro como Darth Vader. No final da série, Anakin e Obi-Wan vão em uma missão para resgatar Palpatine do General Grievous, levando à abertura de A Vingança dos Sith.

#### The Clone Wars(2008–2014, 2020)
Anakin é um personagem principal em todas as temporadas de The Clone Wars. Como um Cavaleiro Jedi, ele lidera a 501ª Legião em missões com seu mestre Obi-Wan e aprendiz Ahsoka Tano durante a guerra. Algumas das ações de Anakin tomadas por preocupação com Ahsoka violam o código Jedi, como torturar prisioneiros que podem saber sua localização quando ela desaparece. Ao longo da série, há várias referências à eventual queda de Anakin para o lado sombrio, incluindo visões de seu futuro como Darth Vader na terceira temporada, e desilusão com o Conselho Jedi depois que acusaram erradamente Ahsoka de bombardear o Templo Jedi na quinta temporada. Enquanto ela é mais tarde perdoada depois que o verdadeiro culpado é encontrado, ela, no entanto, escolhe deixar a Ordem Jedi. Anakin aparece como Vader na cena final do final da série, ambientado algum tempo depois de A Vingança dos Sith. Ele investiga o local do acidente do Destróier Estelar da classe Venator, que foi destruído durante a Ordem 66. Encontrando um dos sabres de luz de Ahsoka entre os destroços, Vader assume que seu ex-Padawan morreu e sai em silêncio.

#### Rebels(2014–2018)
Darth Vader aparece em Star Wars Rebels, que acontece 14 anos após a conclusão de The Clone Wars. Ele faz aparições menores ao longo da primeira temporada e serve como o principal antagonista na maior parte da segunda temporada. No início da série, Vader lidera um esquadrão de Inquisidores Imperiais sensíveis à Força que procuram e matam ativamente qualquer Jedi restante e crianças sensíveis à Força. Na primeira temporada, ele despacha o Grande Inquisidor para caçar uma célula rebelde causando problemas para o Império em Lothal, e chega pessoalmente para lidar com a ameaça rebelde depois que o Inquisidor é morto. Na estreia da segunda temporada, Vader orquestra o assassinato do Ministro Imperial Maketh Tua, que tentou desertar para a Rebelião, e confronta os Jedi Kanan Jarrus e Ezra Bridger. Quando ele mais tarde ataca o Esquadrão Fênix, Vader descobre que Ahsoka ainda está viva e se juntou à Aliança Rebelde, enquanto Ahsoka fica sobrecarregada quando reconhece Anakin sob "uma camada de ódio" em Darth Vader. O Imperador ordena que Vader despache outro Inquisidor para capturá-la. Mais tarde na temporada, Ahsoka tem uma visão na qual Anakin a culpa por permitir que ele caia no lado negro. No final da temporada, Ahsoka duela com seu antigo mestre dentro de um Templo Sith, permitindo que seus amigos escapem de Vader e da destruição do templo. Quando o episódio termina, Vader escapa das ruínas do templo enquanto o destino de Ahsoka é desconhecido. Vader faz uma participação final sem voz no episódio final da quarta temporada "A World Between Worlds", no qual é revelado que Ahsoka escapou de seu duelo anterior com Vader entrando em um reino da Força que existe fora do tempo e do espaço.

#### Forças do Destino(2017-2018)
Anakin Skywalker aparece em vários episódios da micro-série animada em 2D Star Wars: Forças do Destino, com Matt Lanter reprisando seu papel.

#### Obi-Wan Kenobi
Hayden Christensen retornou como Darth Vader, tanto dentro quanto fora da armadura, na série do Disney+ Obi-Wan Kenobi com Dimitrious Bistrevesky servindo como artista performático para o personagem, enquanto James Earl Jones retornou para dublar o personagem. A série revela que por uma década após o duelo em Mustafar, Obi-Wan acreditava que seu aprendiz caído estava morto, até que a Inquisidora Imperial Reva revela que Anakin Skywalker está vivo. Depois que Reva atrai Kenobi, Vader começa a caçar seu ex-mestre, buscando se vingar de Kenobi pelos ferimentos que ele infligiu a ele em Mustafar. Christensen também retorna em sequências de flashback, tanto como Darth Vader "recém-nascido" realizando o massacre no Templo Jedi, quanto como Padawan Anakin Skywalker, treinando com Kenobi nos anos anteriores às Guerras Clônicas.

#### Ahsoka
Na série Ahsoka, que se passa após a trilogia original, Anakin aparece no quarto e quinto episódios da série, tentando ensinar a sua aprendiz uma última lição, além de aparecer como hologramas e fantasma da Força.

### Videogames
Darth Vader e Anakin Skywalker apareceram em vários jogos de Star Wars desde os primeiros dias da franquia, embora raramente como personagens jogáveis. Vader desempenha um papel central em Star Wars: The Force Unleashed (2008), onde ele é o personagem jogável para o primeiro nível do jogo. Ele também aparece na sequência Star Wars: The Force Unleashed II como o chefe final.
Vader faz uma aparição na missão final de Star Wars Jedi: Fallen Order, depois que a principal antagonista, a Segunda Irmã, é derrotada. Depois que Vader a mata por seu fracasso em recuperar um Holocron Jedi, o protagonista, Cal Kestis, deve escapar de Vader, que tenta obter o Holocron em sua posse. Cal consegue escapar com a ajuda de seus aliados. Darth Vader apareceu como um personagem jogável em todos os Lego Star Wars até hoje, incluindo The Skywalker Saga.
Darth Vader apareceu como um personagem jogável e um chefe em Angry Birds Star Wars e sua sequência (interpretada por Red). Quando Vader é usado, os blocos de construção grudam magneticamente em seu corpo e são disparados em vários ângulos.
Darth Vader também é um personagem jogável em Disney Infinity 3.0, e um personagem jogável por tempo limitado em Disney Magic Kingdoms.

### Literatura canônica
Star Wars: Lords of the Sith foi um dos quatro primeiros romances canônicos a serem lançados em 2014 e 2015. Nele, Vader e Palpatine são caçados por revolucionários no planeta Ryloth.

### Histórias em quadrinhos
Em 2015, a Marvel lançou uma série de 25 edições chamada Darth Vader (2015–16), escrita por Kieron Gillen. Ele se concentra no lorde Sith após a destruição da Estrela da Morte, bem como em sua vida depois de saber sobre a existência de seu filho, e apresenta Doutor Aphra. Esta série se passa paralelamente à série de quadrinhos Star Wars, na qual Vader e Luke se encontram; as duas séries têm um crossover intitulado Vader Down . Uma continuação ambientada entre O Império Contra-Ataca e O Retorno de Jedi estreou em 2020, escrita por Greg Pak. As primeiras edições tratam de Vader realizando sua vingança contra aqueles que esconderam Luke; ele também visita o túmulo de Padmé em Naboo e encontra suas servas. Um arco de história subsequente mostra Vader sendo testado pelo Imperador e incorpora elementos usados em The Rise of Skywalker.
A série de cinco edições Obi-Wan & Anakin (2016), escrita por Charles Soule, retrata a vida do Jedi titular entre A Ameaça Fantasma e Ataque dos Clones na New York Comic Con 2015, Soule descreveu a história como "território bastante inexplorado".
Entre 2017 e 2018, Soule escreveu uma série da era prequel, também chamada Darth Vader (às vezes com o subtítulo Dark Lord of the Sith). Começa imediatamente depois que Vader acorda em sua armadura no final de A Vingança dos Sith e explora sua transformação emocional ao saber da morte de Padmé, seu ajuste em seu traje mecânico, como ele cria seu sabre de luz vermelho e sua caça aos Jedi na figura do programa Inquisidor que ele cria (introduzido em Rebels). Seu arco final, que trata da construção da fortaleza de Vader em Mustafar, implica que Palpatine usou a Força para conceber Anakin in utero, como alguns teorizaram que A Vingança dos Sith indica. Um membro do grupo de histórias da Lucasfilm esclareceu mais tarde que "Isso está tudo na cabeça de Anakin", com Soule afirmando que "O Lorde Sombrio (Vader) não é um narrador confiável".
Uma série de cinco edições escrita por Dennis Hopeless, Vader: Dark Visions, foi lançada em 2019. De acordo com a Marvel, a série "lança uma nova luz sobre os muitos lados do maior vilão da galáxia".

### Legends
Em abril de 2014, a maioria dos romances e quadrinhos licenciados de Star Wars produzidos desde o filme original Star Wars de 1977 foram renomeados pela Lucasfilm como Legends e declarados não canônicos para a franquia.

### Realidade virtual
Na Star Wars Celebration de 2015, foi anunciado que David S. Goyer estava ajudando a desenvolver uma série de jogos em realidade virtual baseada em Darth Vader. Como um observador com influência limitada, o jogador é capaz de andar, pegar, empurrar e abrir objetos, e possivelmente afetar a história. O jogo, intitulado Vader Immortal, teve três episódios no total, ambientados entre Revenge of the Sith e Rogue One; o primeiro ficou disponível com o lançamento do Oculus Quest, enquanto o último episódio foi lançado em 21 de novembro de 2019. O jogo foi posteriormente adaptado para o Oculus Rift. Em 25 de agosto de 2020, todos os três episódios também foram lançados no PlayStation VR.

### Outros
Star Wars Holiday Special, um especial de televisão transmitido pela CBS em 1978, apresenta uma breve aparição de Darth Vader, que aparece na tela conversando com o oficial imperial "Bast" em imagens cortadas do filme original de 1977. A sequência é dublada com novo diálogo, interpretado por James Earl Jones. Na história, Vader conspira com Boba Fett para prender os rebeldes.
Darth Vader aparece na adaptação da série de rádio de 1981 de Star Wars, dublado pelo ator Brock Peters. Vader faz sua primeira aparição no planeta Ralltiir, onde trata a princesa Leia com suspeita. Em cenas estendidas posteriores, ele é ouvido interrogando e torturando Leia a bordo de seu Destróier Estelar e a bordo da Estrela da Morte.
Vader aparece em Star Tours – The Adventures Continue, onde ele é mais uma vez dublado por Jones.
Darth Vader também apareceu em filmes e videogames não Star Wars como personagem extra ou para fins cômicos ou de easter-egg (por exemplo Soulcalibur IV (2008)). Uma figura de ação de Vader ganha vida ao lado de brinquedos RoboCop e Jurassic Park em The Indian in the Cupboard (1995). Vader também teve uma breve participação em Night at the Museum: Battle of the Smithsonian (2009), no qual ele e Oscar the Grouch tentam, sem sucesso, se juntar ao exército formado por Ivan, o Terrível, Napoleão e Al Capone.

## Análises

### Psicologia
Em Ataque dos Clones, Anakin Skywalker se sente "sufocado" por Obi-Wan Kenobi e incapaz de controlar sua própria vida. Em A Vingança dos Sith, no entanto, seu atrito "pai-filho" com seu mestre amadureceu em um relacionamento mais igualitário e fraterno. Uma vez que ele se torna Darth Vader, cada ato maligno que ele comete destrói qualquer esperança ou conexão com sua vida anterior, afastando-o do caminho Jedi, mas ele se redime sacrificando sua vida para salvar seu filho, Luke Skywalker, e matar o Imperador em O Retorno de Jedi.
Eric Bui, psiquiatra do Hospital da Universidade de Toulouse, argumentou na convenção da Associação Psiquiátrica Americana de 2007 que Anakin Skywalker atende a seis dos nove critérios diagnósticos para transtorno de personalidade limítrofe (TPB), um a mais do que o necessário para um diagnóstico. Ele e uma colega, Rachel Rodgers, publicaram suas descobertas em uma carta de 2010 ao editor da revista Psychiatry Research. Bui diz que achou Anakin Skywalker um exemplo útil para explicar o TPB para estudantes de medicina. Em particular, Bui aponta para os problemas de abandono de Anakin e a incerteza sobre sua identidade. Os assassinatos em massa de Anakin contra o Povo da Areia em Ataque dos Clones e dos Younglings Jedi em A Vingança dos Sith contam como dois episódios dissociativos, cumprindo outro critério. Bui esperava que seu artigo ajudasse a aumentar a conscientização sobre o distúrbio, especialmente entre os adolescentes.
Outros estudiosos também apontam que, antes de se tornar Vader, Anakin já demonstrava profundos traços de narcismo, necessitando constantemente da aprovação e reconhecimento dos outros, especialmente dos membros do Conselho Jedi, o que explicaria sua fúria ao não ser nomeado Mestre. Só Palpatine lhe deu o reconhecimento e atenção desejadas, tornando-se seu amigo e íntimo confidente, aumentando seu ego e ocultando seus erros. Seu relacionamento com Padmé também não seria natural, mas sim uma obsessão para preencher um vazio emocional. Apesar disso, Vader ainda possuía traços de bondade e por isso teria sido capaz de se redimir ao final da história.
Muitas das atitudes, decisões e características de Anakin costumam ser atribuídas à sua infância difícil. Nascido como escravo em um planeta desértico, suas preocupações com o bem-estar de sua mãe teriam começado desde cedo. A ausência de um pai também é considerada fator preponderante no caráter que Anakin adquire ao longo da saga, evidenciado no seu relacionamento de caráter de apego evitativo que nutre com Padmé. Ele buscou ser autossuficiente e ocultar suas emoções, exemplificado na sua relação com Mestres mais experientes. Além disso, ele teria desenvolvido altas habilidades cognitivas, o que explicaria seu rápido desenvolvimento como Jedi.
A adoção por parte dos Jedi e o treinamento subsequente também são apontados como fatores estresse psicológico aos quais Anakin foi submetido. Sua rejeição inicial pelo Conselho e a brusca retirada do meio em que vivia teriam provocado sérios danos em sua psicologia, aumentando no jovem um sentimento de rejeição e rancor. Tudo isso faz com que Anakin passe de uma criança inocente para um adolescente rebelde e, por fim, um adulto narcisista. Conforme sua autoconfiança em suas habilidades como Jedi crescia, cada vez menos sua capacidade de se abrir para o meio externo se desenvolvia. Isto, somado às suas relações interpessoais turbulentas, o tornou uma pessoa insegura e solitária, levando-o a trair seus próprios princípios e ideais, sucumbindo ao Lado Sombrio.
Outra análise possível de se realizar a respeito da figura de Darth Vader seria a de seu papel como pai. Sob essa perspectiva, nota-se que Vader é uma figura paterna distante, abusiva e violenta, buscando controlar e dominar de todas as formas possíveis seu filho Luke. Nesse cenário, Luke estaria buscando agradar ao seu pai, cogitando se voltar ao Lado Sombrio. No fim, Luke se liberta de seu conflito interno e familiar, superando a figura paterna e conduzindo-a para a redenção.

### Mitologia e arquétipo
Acadêmicos, como o antropólogo e estudioso de mitologia Joseph Campbell, analisam que filmes como Star Wars preenchem parcialmente a necessidade de uma aventura espiritual e, assim como a mitologia antiga, realizam o ciclo da Jornada do Herói de forma categórica. Portanto, esta obra cinematográfica possui diversas aplicações e comparações possíveis, notadamente quanto ao arquétipo e à mitologia de seus personagens. Darth Vader seria a "sombra", ou seja, o opositor ao herói (Luke Skywalker), tendo como principal objetivo sua morte ou destruição definitiva. Assim, ele cria desafios e obstáculos para o herói em sua jornada, permitindo que este os supere e progrida no decorrer da história. Toda esfera assume outra dimensão quando se soma os conflitos emocionais envolvidos, principalmente pelo parentesco de Vader e Luke, além dos embates que ambos nutrem no decorrer da história. Estes conflitos desenvolvem a natureza tanto de Luke quanto de Vader, culminando no dilema final apresentado no Episódio VI.
Vader também é popularmente colocado como uma representação dos burocratas e da máquina estatal, objetificando a dualidade religião-ciência em si mesma, tendo em vista sua transição de Jedi para Sith e sua forma ciborgue. A mitologia e cultura asiática se fazem presentes no personagem de semelhante modo. Sua jornada muitas vezes é comparada à do samurai, pois, sua vida era baseada numa missão (seguir os ensinamentos Jedi). Ao falhar em seguir esta missão, seu corpo teria de ser destruído, o que ocorre durante sua batalha em Mustafar.

## Impacto cultural

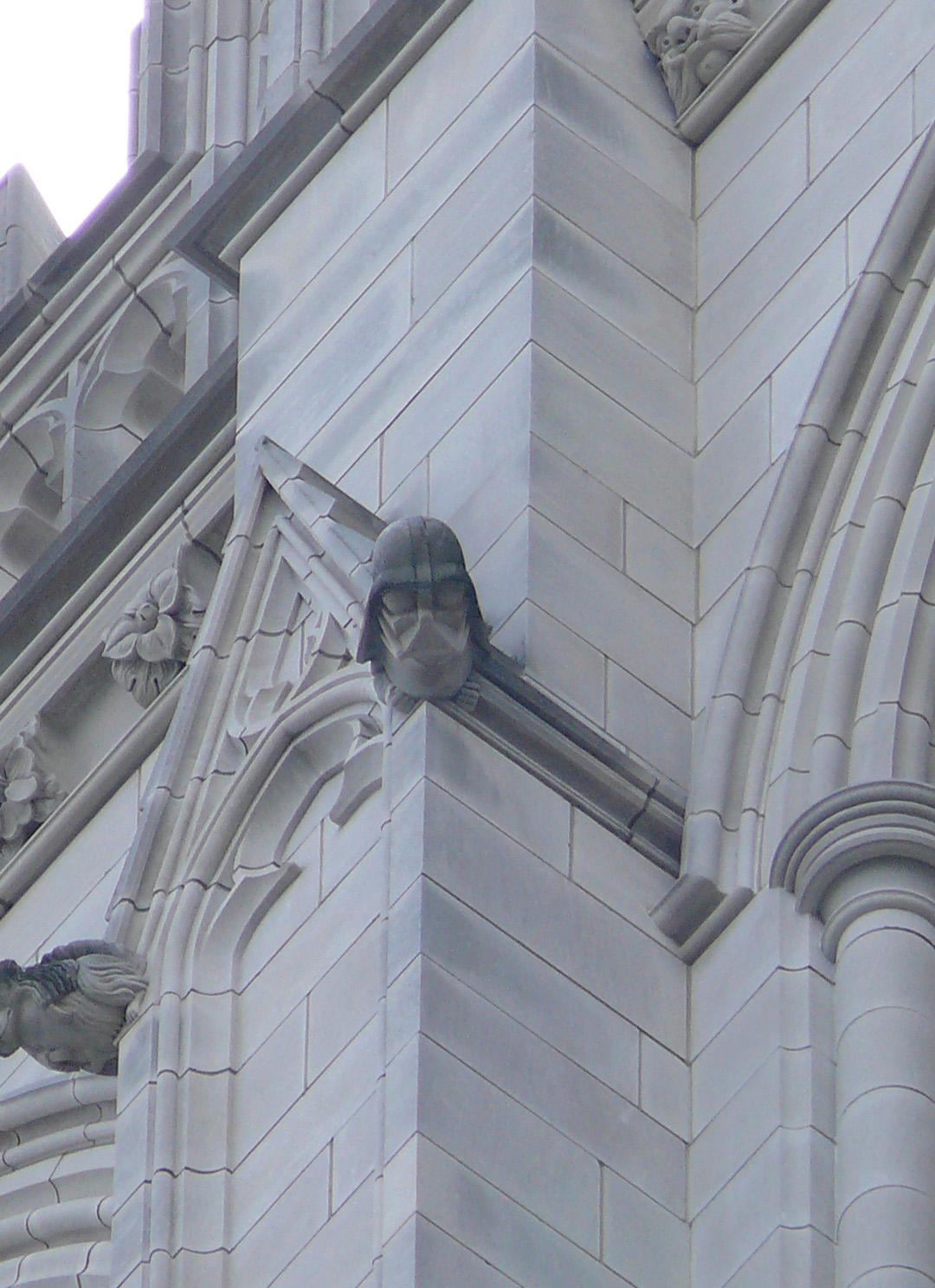
Grotesco de Darth Vader na torre noroeste da Catedral Nacional de Washington (Igreja Episcopal) em Washington, D.C.

Em 2003, o American Film Institute listou Vader como o terceiro maior vilão da história do cinema em 100 Anos... 100 Heróis e Vilões da AFI, atrás de Hannibal Lecter e Norman Bates. Seu papel como um herói trágico na saga também recebeu críticas positivas. Contrariamente, em 1977, um escritor do New Journal and Guide criticou a falta de diversidade racial no filme original de Star Wars, apontando que "a força do mal ... está vestida de preto e tem a voz de um homem negro". George Lucas se sentiu magoado com tais acusações.
Muitos filmes e séries de televisão prestaram homenagem a Darth Vader. O filme Cosmic Princess de 1982, compilado de episódios da série televisiva Space: 1999, contém várias referências de Star Wars, incluindo um personagem chamado "Vader". Marty McFly em De Volta para o Futuro (1985), vestido com um traje anti-radiação, chama a si mesmo de "Darth Vader do planeta Vulcano" em uma cena. Vader é parodiado como "Dark Helmet" (Rick Moranis) na paródia de Star Wars Spaceballs (1987). Um antagonista principal em Final Fantasy IV (1991) foi declarado pelo criador do jogo Takashi Tokita como sendo baseado em Vader. Em Chasing Amy (1997), Hooper X (Dwight Ewell) fala em uma convenção de quadrinhos sobre Darth Vader ser uma metáfora de quão mal o gênero de ficção científica trata os negros; ele está especialmente ofendido que Vader, o "irmão mais negro da galáxia", se revela um "velho homem branco fraco e duro" no final de O Retorno de Jedi. Vader, especialmente seu papel como pai, é parodiado como Imperador Zurg em Toy Story 2.
O besouro do fungo Agathidium vaderi recebeu o nome de Vader, assim como o piolho Ricinus vaderi. Vários edifícios em todo o mundo possuem nomes inspirados no personagem. Um grotesco de Darth Vader paira sobre a face leste da torre noroeste da Catedral Nacional de Washington. Durante a temporada 2007-08 da NHL, o goleiro do Ottawa Senators, Martin Gerber, teve um desempenho tão bom enquanto vestia uma máscara preta que os fãs carinhosamente o chamaram de "Darth Gerber".
Muitos comentaristas e comediantes também evocaram o rosto ou o nome de Vader para satirizar políticos e outras figuras públicas. Em resposta à Iniciativa de Defesa Estratégica proposta por Ronald Reagan (apelidada de "Guerra nas Estrelas" por seus oponentes políticos), a revista alemã Der Spiegel retratou o presidente usando o capacete de Vader em sua capa em 1984. Em 2005, Al Gore se referiu a John C. Malone, da Tele-Communications Inc., como o "Darth Vader do sinal a cabo", e o estrategista político Lee Atwater era conhecido por seus inimigos políticos como "o Darth Vader do Partido Republicano". O artista nativo americano Bunky Echo-Hawk retratou o general George Armstrong Custer como Vader em sua pintura Darth Custer. Em 2015, uma estátua de Vladimir Lenin em Odessa, Ucrânia, foi convertida em uma de Vader devido a uma lei de descomunização.
Em 2006, enquanto discutia a guerra ao terror, o vice-presidente dos Estados Unidos, Dick Cheney, declarou: "Suponho que, às vezes, as pessoas olham para o meu comportamento e dizem: 'Bem, ele é o Darth Vader do governo'". Em janeiro de 2007, Jon Stewart colocou um capacete de Vader para se dirigir a Cheney como uma "alma gêmea" no The Daily Show. A esposa de Cheney, Lynne, presenteou Stewart com uma figura de ação de Darth Vader em sua aparição em outubro de 2007 no programa. Tanto Stewart quanto Stephen Colbert ocasionalmente se referem a Cheney como "Darth Cheney". No desenho animado satírico Lil' Bush, o pai de Cheney é retratado como Vader. Em um evento de campanha presidencial em setembro de 2007, Hillary Clinton também se referiu a Cheney como Vader. No jantar da Associação de Correspondentes de Rádio e Televisão de Washington em 2008, Cheney brincou que sua esposa lhe disse que a comparação com Vader o "humaniza". Em 2009, George Lucas afirmou que Cheney é mais parecido com Palpatine, e que um substituto melhor para Vader seria George W. Bush. Uma edição da Newsweek fez referência a essa citação e comparou Bush e Cheney a Vader e Palpatine, respectivamente, em um artigo satírico comparando políticos a vários personagens de Star Wars e Star Trek.

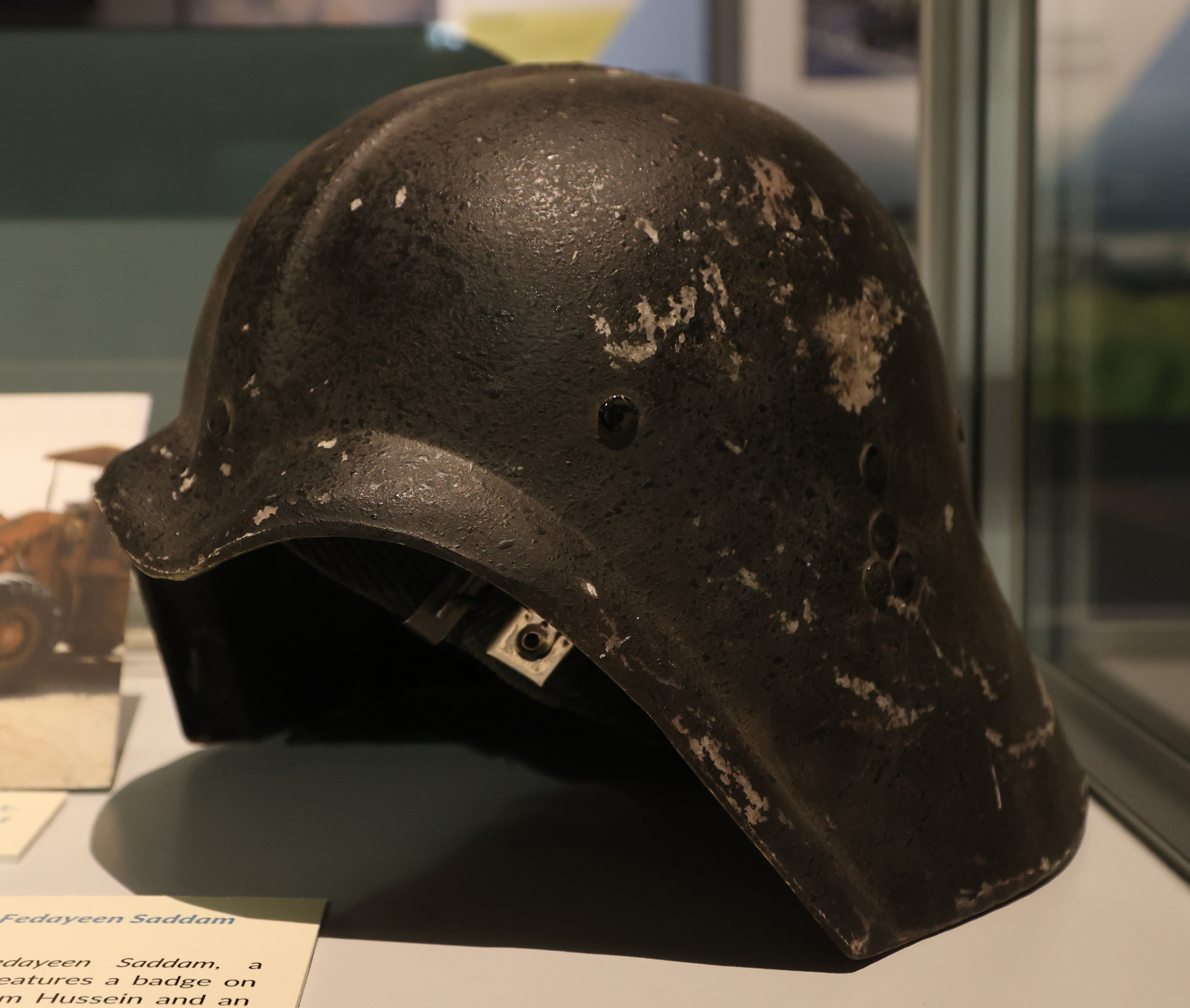
Um capacete iraquiano Fedayeen Saddam no Museu do Exército.

O Fedayeen Saddam, uma organização paramilitar iraquiana, recebeu capacetes de fibra de vidro no estilo Darth Vader de 1995, aparentemente por instigação de seu comandante, Uday Hussein, que dizia ser um ávido fã de Star Wars. Vários deles foram levados para os Estados Unidos e o Reino Unido como lembranças após a invasão do Iraque em 2003.
Em 2010, a IGN classificou Darth Vader em 25º lugar no "Top 100 Vilões de Videogames".
O Partido da Internet da Ucrânia regularmente permite que pessoas chamadas Darth Vader participem das eleições.
Em 2019, um capacete Vader original de O Império Contra-Ataca foi vendido por 900 000 dólares em um leilão online.
Em 2 de dezembro de 2020, uma estatueta de Vader apareceu no pedestal onde a estátua de Edward Colston ficava em Bristol, Reino Unido, no que foi visto como uma homenagem a David Prowse, que morreu em 29 de novembro de 2020.